# Tony Lucca
Anthony James "Tony" Lucca  (sinh ngày 23 tháng 1 năm 1976 ở Pontiac, Michigan), là một ca sĩ, nhạc sĩ, nhà sản xuất, và đôi khi nam diễn viên người Mỹ. Ông có lẽ được biết đến nhiều nhất khi bắt đầu sự nghiệp của mình với Mickey Mouse Club. Sau Mickey Mouse Club, Lucca đến LA làm diễn viên trong thời gian ngắn, sau đó trở thành một nhạc sĩ toàn thời gian, phát hành hơn bảy album studio và năm EP. Ông là một nghệ sĩ lưu diễn liên tục và đã lưu diễn với vô số tiết mục, bao gồm cả * NSYNC, Marc Anthony, Josh Hoge, Sara Bareilles,Sara Bareilles, Chris Whitley quá cố, Matt Duke và Tyrone Wells. Ông là người thứ hai á quân mùa thứ hai của chương trình truyền hình thực tế tài năng, The Voice.

## Tiểu sử
Lucca sinh ra ở Pontiac, Michigan, con trai của Sally và Tony Lucca. Lucca là người gốc Anh, Pháp, Wales, Ý. Lucca lớn lên xung quanh một gia đình âm nhạc lớn, và mẹ của ông Sally là người con thứ mười trong mười hai con của nhạc công chơi đài piano jazz Detroit James "Jimmy" Stevenson 
Lucca lớn lên ở Waterford, Michigan và bắt đầu ca hát từ khi 3 tuổi và làm người mẫu trẻ em lúc lên 9 tuổi. Khi ông 12 tuổi, ông bắt đầu chơi ở các ban nhạc khu vực Detroit với người anh em họ của mình, Cole Garlak.
Khi Lucca 14 tuổi, ông đã đi đến Detroit để thử giọng cho phim Newsies của Disney, chỉ để tìm ra rằng buổi thử giọng cho Mickey Mouse Club. Được khuyến khích bởi em gái của mình, ông đã thử giọng cho chương trình và đã được chọn cho callbacks ở Los Angeles. Tại Los Angeles, anh đã được chọn cùng với 8 đứa trẻ khác tham gia dàn diễn viên cho mùa thứ tư của chương trình. Lucca chuyển đến Orlando, Florida với mẹ của mình và sống trong một căn hộ với castmates khác và đi trở lại Michigan giữa các mùa Anh vẫn ở lại với sô diễn cho bốn mùa cho đến khi được cho đi trong mùa thứ bảy khi chương trình đã bị hủy bỏ.